# حلقه‌زایی
حلقه‌زایی(به انگلیسی: Cycloaddition) گونه‌ای از واکنش شیمیایی است که در آن دو مولکول سیرنشده به هم پیوسته و ترکیبی حلقوی تشکیل می دهند.این واکنش‌ها گونه‌ای از واکنش‌های افزایشی غیر قطبی است.واکنش دیلز-آلدر نمونه شناخته شده‌ای از این دسته واکنش‌ها است.